# Ahmad Massoed
Ahmad Massoed (Pasjtoe/Dari: احمد مسعود) (Tachar, 10 juli 1989) is een Afghaans verzetsleider. In augustus 2021 heeft hij een leidende rol in de anti-taliban-strijd in de Panjshirvallei, na de val van de regering in Kabul. Hij is de zoon van Achmed Sjah Massoed, een Afghaans-Tadzjiekse militaire leider die een rol speelde bij de verdrijving van het leger van de Sovjet-Unie uit Afghanistan.
Massoed studeerde aan de Koninklijke Militaire Academie Sandhurst.